# Россовский, Василий Петрович
Василий Петрович Россовский (1920—1995) — советский журналист, педагог и краевед. Полковник в отставке.

## Биография
Родился 5 февраля 1920 года в селе Красный Колягин Талалаевского района Черниговской области УССР. Участник Великой Отечественной войны, штурман авиационного разведывательного полка в Белоруссии, участник боевых действий за Москву и Сталинград.
В послевоенные годы — лётчик-наблюдатель, преподаватель Оренбургского военного училища лётчиков. Полковник в отставке. Организатор поисково-исследовательской работы, результатом которой стало создание в стенах кооперативного техникума музея боевой славы «Золотые звёзды Оренбуржья» (ныне носит имя своего основателя).
Умер 15 июня 1995 года в Оренбурге.

## Публикации
Автор двух сборников о героях Оренбургского края:
- Россовский В. П. Золотые Звёзды Оренбуржья: Биографический справочник. — Челябинск: Южно-Уральское книжное издательство, 1989. — 512 с. — ISBN 5-7688-0185-5
- Россовский В. П. Солдатская слава: 50-летию Великой Победы посвящается. — Оренбург: Южный Урал, 1994. — 238 с.

Изданы после его смерти:
- Герои труда: биографический справочник / В. П. Россовский. — Оренбург : Литературное агентство ; Калуга : Золотая аллея, 1999. — 255 с. — ISBN 5-7111-0298-2
- Золотые звёзды Оренбуржья: биографический справочник / В. П. Россовский; ред. Е. А. Урбанович; рец. У. А. Батыров, Н. М. Румянцев. — 2-е перераб. изд. — Оренбург : ИПК «Южный Урал», 2005. — 595 с. — ISBN 5-94461-009-3

Награждён орденом Отечественной войны II степени (1985), орденом Почёта (1995).